# Dematophora necatrix
Dematophora necatrixx R. Hartig – gatunek grzybów z rodziny próchnilcowatych (Xylariaceae). Wywołuje chorobę o nazwie biała zgnilizna korzeni.

## Systematyka i nazewnictwo
Pozycja w klasyfikacji według Index Fungorum: Rosellinia, Xylariaceae, Xylariales, Xylariomycetidae, Sordariomycetes, Pezizomycotina, Ascomycota, Fungi.
Synonimy nazwy naukowej:
- Hypoxylon necatrix (Berl. ex Prill.) P.M.D. Martin 1976
- Hypoxylon necatrix (Berl. ex Prill.) P.M.D. Martin 1968
- Pleurographium necator (R. Hartig) Goid. 1935
- Rhizomorpha necatrix R. Hartig 1883
- Rosellinia necatrix Berl. ex Prill. 1904

## Morfologia
Teleomorfa
Gęsto skupione perytecja wyrastają w martwych, porażonych korzeniach roślin. Są kuliste, czarne, krótko uszypułkowane i mają średnicę 1-2 mm. Wokół nich na podłożu rozwija się cienka warstwa dwóch rodzajów strzępek: jednolitych o szerokości 5–8 μm i innych, które posiadają charakterystyczne gruszkowate nabrzmienia o szerokości 2–3 razy większej od szerokości strzępki. Ściana perytecjum jest 3-warstwowa. Grubsza, zewnętrzna warstwa składa się z ciemnobrązowych, grubościennych, wielobocznych i zaokrąglonych komórek, środkowa z cienkościennych, spłaszczonych, wydłużonych, brązowych wielobocznych komórek, warstwa wewnętrzna z komórek podobnych, jak te w warstwie zewnętrznej, ale słabo wybarwionych. Szypułka perytecjum zbudowana z ciasno splecionych włókien o pogrubionych ścianach. Ostiola brodawkowana. Worki cylindryczne, wydłużone, unitunikowe, 8-zarodnikowe, o rozmiarach 250–380 × 8–12 μm. Askospory  w jednym rzędzie, wydłużone, o wklęsłej górnej powierzchni (łódeczkowate), proste lub zakrzywione, ciemnobrązowe, o rozmiarach 30–50 × 5–8 μm. Posiadają podłużną porę rostkową o szczelinie biegnącej równolegle do wzdłużnej osi zarodnika przez 1/3 jego długości. Wstawki liczne, nitkowate.
Anamorfa
Konidiofory występują samodzielnie, lub na perytecjach i tworzą brązowe koremium (synnemę) wystające na zewnątrz w postaci kolumien. Pojedyncze koremium ma długość do 1,5 mm. Jego trzon o średnicy 40–300 μm zbudowany jest ze splecionych i wielokrotnie rozgałęzionych strzępek o szerokości 2–3,5 μm. Wachlarzowato rozszerzona główka koremium ma barwę bladobrązową. Komórki konidiotwórcze są poliblastyczne i znajdują się na szczytach wachlarzowato rozgiętych strzępek koremium. Konidia oddzielają się pojedynczo, są proste, o kształcie od elipsoidalnego do jajowatego, bezbarwne do jasnobrązowych, z przegrodami, gładkie, o rozmiarach 3–4,5 × 2–2,5 μm.

## Występowanie i siedlisko
Jest szeroko rozprzestrzeniony. Występuje w Europie, Ameryce Środkowej i Południowej, Azji, Australii i Nowej Zelandii. Preferuje tylko umiarkowane temperatury, źle znosi temperatury wysokie, stąd też występuje głównie na obszarach o klimacie umiarkowanym. Występuje jednakże także na obszarach tropikalnych, ale tutaj w wyższych partiach gór, gdzie klimat jest chłodniejszy.
Pasożyt i saprotrof rozwijający się na licznych roślinach: Abies alba, Acacia, Acer, Actinidia chinensis, Aesculus, Annona,Asparagus officinalis, Begonia, Berberis, Beta vulgaris, Boehmeria nivea, Brassica oleracea, Camellia sinensis, Carya, Castanea sativa,  Ceanothus megacarpus, Cedrus atlantica, Citrus, Coffea, Corylus avellana, Cotoneaster, Crocosmia crocosmiiflora, Cryptomeria japonica, Cyclamen, Cydonia oblonga, Cynara cardunculus, Cyperus esculentus, Daucus carota, Dianthus, Diospyros, Eriobotrya japonica, Eucalyptus, Fagus, Feijoa sellowiana, Ficus carica, Fragaria,  Gladiolus hybrids, Helianthus annuus, Humulus lupulus, Hyacinthus, Ilex aquifolium, Iris, Ixia, Jasminum, Juglans,  Larix decidua, Laurus nobilis, Lavandula, Ligustrum vulgare, Macadamia integrifolia, Malus, Mangifera indica, Manihot esculenta, Medicago sativa, Morus, Narcissus, Olea europaea, Paeonia, Passiflora edulis, Pelargonium, Persea americana, Phaseolus, Picea abies, Pinus,Piper nigrum, Pistacia vera, Platanus, Poaceae, Populus, Protea,Prunus, Punica granatum, Pyracantha, Pyrus, Rhododendron, Ribes, Rosa, Rubus, Rumex, Salix, Serissa foetida, Solanum tuberosum, Sorbus aucuparia, Theobroma cacao, Tulipa, Ulmus, Viburnum, Vicia, Viola, Vitis, Zantedeschia, Zea mays, Ziziphus jujuba.